# カイ・フランク
カイ・フランク(Kaj Gabriel Franck, 1911年- 1989年)は、フィンランドのデザイナー。日用品のデザインによってテーブルウェアの近代化を進め、ライフスタイルに影響を与えた。優れた教育者でもあり、フランクに学んだ者にはデザイナーのアンニカ・リマラらがいる。
1911年、ヴィープリに生まれる。当時のフィンランドはロシア帝国内のフィンランド大公国だった。フランクは1932年からヘルシンキ美術工芸大学（現アールト大学）で家具デザインを学び、卒業後はインテリアデザイン、ウィンドウディスプレイ、テキスタイル、ガラスデザインなどを仕事にした。1930年代は画家としても活動し、スウェーデン語の風刺雑誌『ガルム』にイラストを描いた。
1945年にアラビア社のデザイナーとなり、当初は陶芸の経験がなかったが頭角を現してアートディレクターに就任した。フランクは女性デザイナーを抜擢してデザインを多数発表し、1940年代から開発を進めたテーブルウェアの「キルタ」シリーズで国際的に成功した。当時のフィンランドは敗戦後で物資が不足しており、キルタはコンパクトで幾何学的なデザインによって小さなキッチンでも収容しやすかった。また、従来の食器は12セットでそろえる習慣があったが、キルタは古い食器と組み合わせ可能になっており、人々のライフスタイルに影響を与えた。
1946年にはガラスデザインのコンペに入賞し、イッタラ社のデザイナーとなる。1950年からヌータヤルヴィ社（1988年にイッタラ社と合併）でガラス・デザインに携わり、1955年のタンブラー2744はニューヨーク近代美術館（MOMA）のコレクションに選ばれた。イッタラではアート作品も制作し、実験的かつ自由なアート制作の経験をマスプロダクションにも応用した。

## 年表
- 1911年　ヴィボルグ(フィンランド語ではヴィープリ。現在はロシア領)に生まれる。
- 1938年　テキスタイルデザイナーとなる。
- 1945年　アラビア社の陶磁器デザイナーとなる。
- 1946年　イッタラ社のガラスデザイナーとなる。同年、新作を対象としたガラス・アート・デザインコンペティションで2位と3位を獲得する。(1位はタピオ・ヴィルカラ)
- 1950年　ヌータヤルヴィ社のガラスデザイナーとなる。
- 1955年　作品がニューヨーク近代美術館に所蔵される。
- 1955年　ヌータヤルヴィ社のプレスガラス製品のデザインを任される。
- 1956年　米国講演旅行の帰路、私費で来日、各地訪問。噂が広がり多くの有名人と接触する。
- 1957年　ミラノ・トリエンナーレでグランプリを受賞。
- 1958年　正式要請により来日、講演やワークショップを開催。森正洋も参加する。
- 1989年　ギリシア旅行中に死去。
- 2011年　フィンランドで生誕100周年を記念し、切手シートと記念コインが発売される。

## 主な作品

### 陶磁器
- 1948年 - キルタ(Kirta) (現在もティーマ(Teema)としてロングセラーを続けている)

### ガラス製品
- 1953年 - タンブラー2744
- 1956年 - タンブラー5027-20(現在もカルティオ(Kartio)としてロングセラーを続けている)
- 1966年 - サルガッソ
- 1970年 - 月(現在も時折イッタラ社で制作されている)